# 121e bataillon de chasseurs à pied

## Création et différentes dénominations
- 11 mars 1915 : formation du 121e Bataillon de Chasseurs à Pied à Langres par prélèvement de compagnies provenant des dépôts des 3e, 5e, 10e et 31e BCP
- 12 mai 1919 : Dissolution à Bitche

## Drapeau du régiment
Comme tous les autres bataillons de chasseurs ou groupes de chasseurs, il ne dispose pas de son propre drapeau.
Le bataillon reçoit la fourragère aux couleurs de la Croix de guerre 1914-1918 le 17 novembre 1918.

## Chefs de corps
- 22 mars 1915 - : Commandant Mennéglier

## Historique

### La Première Guerre mondiale

#### Rattachement
- 11 mars 1915 : 154e Division d'Infanterie
- 13 avril 1915 : VIIe Armée - 5e brigade de chasseurs à pied
- juin 1915 à novembre 1918 : 129e Division d'Infanterie

#### 1915
- 11 mars - 6 avril: Langres
- 7 - 12 avril: Cuperly
- 13 avril - 8 mai: Mirecourt
- 9 - 23 mai Gerbépal
- 24 - 31 mai: 1re ligne Reichacker, Linge
- 1er - 11 juin: Gerbépal
- 11 - 18 juin: Corcieux
- 18 - 28 juin: Gérardmer
- 28 juin: Arnould

Seconde bataille de Champagne : nord ouest de Souain
Lorraine
Vosges : Col du Bonhomme

#### 1916
Lorraine
Verdun : Froideterre, Bois des Vignes, Fleury, Thiaumont
Bois-le-Prêtre
Somme : La Maisonnette, Barleux
Vosges

#### 1917
Vosges : Senones
Chemin des Dames : Vauxaillon (13 août), Mont des Singes
Bataille de la Malmaison (fin octobre)
Somme

#### 1918
Haute-Alsace
Belgique : Kemmel
Flandres : Scherpenberg (20 mai)
Oise: Guiscart, Méry
Roye
Canal du Nord
Lorraine : Forêt de Parroy

## Sources
- Historique du 121e bataillon de chasseurs à pied pendant la guerre 1914-1918, Nancy, Berger-Levraut, 1920, 9 p. (lire en ligne).

- JMO du 121e BCP du 11 mars 1915 au 30 juillet 1916

- JMO du 121e BCP du 30 juillet 1916 au 22 juin 1918

- JMO du 121e BCP du 22 juin 1918  au 12 mai 1919